# Liste der UNESCO-Schulen in Österreich

UNESCO

Das Schulprojekt UNESCO Associated Schools (ASPnet, Écoles associées de l’UNESCO) der UNESCO fördert Schulen unter der Bezeichnung UNESCO-Schule, wenn diese von den vier Säulen des UNESCO-Bildungsmodells, Learning to know, learning to do, learning to be and learning to live together geprägt sind. Die Mitarbeit im Netzwerk der UNESCO-Schulen ist als langfristiges Engagement angelegt. Die gesamte Schulgemeinschaft ist aufgerufen, kontinuierlich die Anliegen der UNESCO in alle Bereiche des Schulalltags einfließen zu lassen.
In Österreich sind 95 Schulen in diesem Netzwerk, mit weltweit an die 8.000 Schulen, verzeichnet.
Ausgewählt und betreut werden sie von der Österreichischen UNESCO-Kommission.

## Liste
| Schule                                                        | Bundesland       | Schultyp                               | Ort                             |
| ------------------------------------------------------------- | ---------------- | -------------------------------------- | ------------------------------- |
| BBS Kirchdorf a.d. Krems                                      | Oberösterreich   | Oberstufenform                         | Kirchdorf an der Krems          |
| Berufsschule für Maschinen-, Fertigungstechnik und Elektronik | Wien             | Oberstufenform                         | Wien                            |
| BG Dornbirn                                                   | Vorarlberg       | AHS                                    | Dornbirn                        |
| BG GIBS                                                       | Steiermark       | AHS                                    | Graz                            |
| BG Leoben-Neu                                                 | Steiermark       | AHS                                    | Leoben                          |
| BG Parhamerplatz 17                                           | Wien             | AHS                                    | Wien                            |
| BG Porcia Spittal/Drau                                        | Kärnten          | AHS                                    | Spittal an der Drau             |
| BG Wien 19                                                    | Wien             | AHS                                    | Wien                            |
| BG/BRG für Slowenen                                           | Kärnten          | AHS                                    | Klagenfurt                      |
| BG/BRG Klusemannstraße                                        | Steiermark       | AHS                                    | Graz                            |
| BG/BRG Knittelfeld                                            | Steiermark       | AHS                                    | Knittelfeld                     |
| BG/BRG Landwiedstraße                                         | Oberösterreich   | AHS                                    | Linz                            |
| BG/BRG Lichtenfels                                            | Steiermark       | AHS                                    | Graz                            |
| BG/BRG Neusiedl                                               | Burgenland       | AHS                                    | Neusiedl am See                 |
| BG/BRG Pestalozzi                                             | Steiermark       | AHS                                    | Graz                            |
| BG/BRG Schulschiff Bertha von Suttner                         | Wien             | AHS                                    | Wien                            |
| BG/BRG Wien 11                                                | Wien             | AHS                                    | Wien                            |
| BG/BRG Wien 12                                                | Wien             | AHS                                    | Wien                            |
| BG/BRG Wien 6                                                 | Wien             | AHS                                    | Wien                            |
| BG/BRG/ORG Wien 16                                            | Wien             | AHS Oberstufenform                     | Wien                            |
| BG/BRG/WKRG 21/F26                                            | Wien             | AHS                                    | Wien                            |
| BHAK/BHAS Wien 22                                             | Wien             | Oberstufenform                         | Wien                            |
| BHAK/BHAS Hall in Tirol                                       | Tirol            | Oberstufenform                         | Hall in Tirol                   |
| BHAK/BHAS Krems                                               | Niederösterreich | Oberstufenform                         | Krems an der Donau              |
| BHAS/BHAK Grazbachgasse                                       | Steiermark       | Oberstufenform                         | Graz                            |
| BHAS/BHAK Mürzzuschlag                                        | Steiermark       | Oberstufenform                         | Mürzzuschlag                    |
| BORG Innsbruck                                                | Tirol            | Oberstufenform                         | Innsbruck                       |
| BORG Linz                                                     | Oberösterreich   | Oberstufenform                         | Linz                            |
| BRG 6 Marchettigasse                                          | Wien             | AHS                                    | Wien                            |
| BRG Judenburg                                                 | Steiermark       | AHS                                    | Judenburg                       |
| BRG Krems                                                     | Niederösterreich | AHS                                    | Krems an der Donau              |
| BRG Wels                                                      | Oberösterreich   | AHS                                    | Wels                            |
| BRG Wien 18                                                   | Wien             | AHS                                    | Wien                            |
| BRG Wien 19                                                   | Wien             | AHS                                    | Wien                            |
| BRG Wien 5 Haydngymnasium                                     | Wien             | AHS                                    | Wien                            |
| BRG/BORG Lessinggasse                                         | Wien             | Oberstufenform                         | Wien                            |
| Brigittenauer Gymnasium                                       | Wien             | AHS                                    | Wien                            |
| Bundes Oberstufenrealgymnasium Hermagor                       | Kärnten          | Oberstufenform                         | Hermagor                        |
| Bundesbildungsanstalt für Elementarpädagogik (BAfEP)          | Burgenland       | Oberstufenform                         | Oberwart                        |
| Erzbischöfliches ARG Hollabrunn                               | Niederösterreich | AHS                                    | Hollabrunn                      |
| Fachschule für wirtschaftliche Berufe der Caritas             | Steiermark       | Oberstufenform                         | Graz                            |
| Freie Waldorfschule Innsbruck                                 | Tirol            | Grundschule Mittelstufe Oberstufenform | Innsbruck                       |
| GRG 23 Alterlaa                                               | Wien             | AHS                                    | Wien                            |
| GRG Stubenbastei Wien 1                                       | Wien             | AHS                                    | Wien                            |
| GWIKU Wien 18                                                 | Wien             | AHS                                    | Wien                            |
| Gymnasium und ORG St. Ursula                                  | Salzburg         | AHS Oberstufenform                     | Salzburg-Glasenbach             |
| Herta Reich Gymnasium und Realgymnasium Mürzzuschlag          | Steiermark       | AHS                                    | Mürzzuschlag                    |
| HLF Krems                                                     | Niederösterreich | Oberstufenform                         | Krems an der Donau              |
| HLT Retz                                                      | Niederösterreich | Oberstufenform                         | Retz                            |
| HLW Horn                                                      | Niederösterreich | Oberstufenform                         | Horn (Niederösterreich)         |
| HLW Kufstein                                                  | Tirol            | Oberstufenform                         | Kufstein                        |
| HLW Sozialmanagement Graz, Caritas d. Diözese Graz-Seckau     | Steiermark       | Oberstufenform                         | Graz                            |
| HLW Sta. Christiana                                           | Niederösterreich | Oberstufenform                         | Lanzenkirchen                   |
| HLW Wolfgangsee                                               | Salzburg         | Oberstufenform                         | Sankt Wolfgang im Salzkammergut |
| HTBLVA Graz-Ortweinschule                                     | Steiermark       | Oberstufenform                         | Graz                            |
| HTL Donaustadt                                                | Wien             | Oberstufenform                         | Wien                            |
| HTL LITEC                                                     | Oberösterreich   | Oberstufenform                         | Linz                            |
| IBC Hetzendorf BHAS/BHAK Wien 12                              | Wien             | Oberstufenform                         | Wien                            |
| Jüdisches Berufliches Bildungszentrum (JBBZ)                  | Wien             | Oberstufenform                         | Wien                            |
| KMS Wien 16                                                   | Wien             | Mittelstufe                            | Wien                            |
| Landesberufsschule Graz 6                                     | Steiermark       | Oberstufenform                         | Graz                            |
| Medienhauptschule Ziersdorf                                   | Niederösterreich | Mittelstufe                            | Ziersdorf                       |
| MHS Goldenstein mit Öffentlichkeitsrecht                      | Salzburg         | Mittelstufe                            | Elsbethen                       |
| Mittelschule Bürs                                             | Vorarlberg       | Mittelstufe                            | Bürs                            |
| Neue Mittelschule Kittsee                                     | Burgenland       | Mittelstufe                            | Kittsee                         |
| NMS 10 Neusprachliche Mittelschule                            | Wien             | Mittelstufe                            | Wien                            |
| NMS Dr. Renner                                                | Steiermark       | Mittelstufe                            | Graz                            |
| NMS Ferlach                                                   | Kärnten          | Mittelstufe                            | Ferlach                         |
| NMS Gabelsbergerstraße                                        | Tirol            | Mittelstufe                            | Innsbruck                       |
| NMS Laßnitzhöhe                                               | Steiermark       | Mittelstufe                            | Laßnitzhöhe                     |
| NMS Musikmittelschule Freistadt                               | Oberösterreich   | Mittelstufe                            | Freistadt                       |
| NMS Praxisschule Salzburg                                     | Salzburg         | Mittelstufe                            | Salzburg                        |
| NMS Purbach                                                   | Burgenland       | Mittelstufe                            | Purbach am Neusiedler See       |
| PH Steiermark                                                 | Steiermark       | Hochschule                             | Graz                            |
| PH Steiermark Praxis Neue Mittelschule                        | Steiermark       | Mittelstufe                            | Graz                            |
| Polytechnische Schule Marchtrenk                              | Oberösterreich   | Mittelstufe                            | Marchtrenk                      |
| Praxisvolksschule PH Steiermark                               | Steiermark       | Grundschule                            | Graz                            |
| Priv. KMS Friesgasse                                          | Wien             | Mittelstufe                            | Wien                            |
| Regenbogen-VS Darwingasse                                     | Wien             | Grundschule                            | Wien                            |
| RG/WRG/ORG/EHS 15                                             | Wien             | AHS Oberstufenform                     | Wien                            |
| Rudolf-Steiner Schule Salzburg                                | Salzburg         | Grundschule Mittelstufe Oberstufenform | Salzburg                        |
| Schulen des Bfi (HAK u. HAS)                                  | Wien             | Oberstufenform                         | Wien                            |
| Schulzentrum HTL HAK Ungargasse                               | Wien             | Oberstufenform                         | Wien                            |
| Simultania Liechtenstein                                      | Steiermark       | Mittelstufe                            | Judenburg                       |
| Tourismusschulen Semmering                                    | Niederösterreich | Oberstufenform                         | Semmering (Niederösterreich)    |
| UNESCO-NMS Mondsee                                            | Oberösterreich   | Mittelstufe                            | Mondsee                         |
| VBS-HAK und HAS Floridsdorf                                   | Wien             | Oberstufenform                         | Wien                            |
| Vienna Business School Hamerlingplatz                         | Wien             | Oberstufenform                         | Wien                            |
| VS Geidorf                                                    | Steiermark       | Grundschule                            | Graz                            |
| VS Hollersbach                                                | Salzburg         | Grundschule                            | Hollersbach                     |
| VS Neufeld                                                    | Steiermark       | Grundschule                            | Graz                            |
| VS Stadtschlaining                                            | Burgenland       | Grundschule                            | Stadtschlaining                 |
| VS Unterach am Attersee                                       | Oberösterreich   | Grundschule                            | Unterach am Attersee            |
| Welterbe-Mittelschule Bad Goisern                             | Oberösterreich   | Mittelstufe                            | Bad Goisern                     |
| Öffentliches Stiftsgymnasium der Benediktiner in Melk         | Niederösterreich | AHS                                    | Melk                            |

Stand: 6/2019